# DIN 571
DIN 571 er en DIN standard for en Fransk skrue.
| Diameter: |  | 4       | 5       | 6       | 7       | 8       | 10      | 12      | 16      |
| --------- |  | ------- | ------- | ------- | ------- | ------- | ------- | ------- | ------- |
| K:        |  | 2,8     | 3,5     | 4       | 5       | 5,5     | 7       | 8       | 10      |
| s:        |  | 7       | 8       | 10      | 12      | 13      | 17      | 19      | 24      |
| e Min:    |  | 7,5     | 8,63    | 10,89   | 13,07   | 14,2    | 18,72   | 20,88   | 26,17   |
| b:        |  | b>0,6 L | b>0,6 L | b>0,6 L | b>0,6 L | b>0,6 L | b>0,6 L | b>0,6 L | b>0,6 L |